# Gemiş
Gemiş ist eine Kleinstadt im Landkreis Çardak der türkischen Provinz Denizli. Gemiş liegt etwa 74 km östlich der Provinzhauptstadt Denizli und 16 km südöstlich von Çardak. Gemiş hatte laut der letzten Volkszählung 1.869 Einwohner (Stand Ende Dezember 2010).
Das Verwaltungsgebiet von Gemiş gliedert sich in zwei Stadtteile, Pınar Mahallesi und Yeni Mahallesi, die jeweils von einem Muhtar verwaltet werden.